# Pietro Santi Bartoli
Pour les articles homonymes, voir bartoli.
Pietro Santi Bartoli, né à Pérouse en 1635 et mort à Rome le 7 novembre 1700, est un peintre et graveur italien à l'eau-forte.

## Biographie
Il fut un élève de Nicolas Poussin. Il est célèbre pour avoir gravé un nombre important de monuments antiques d'après ses propres dessins, comme les bas-reliefs de la colonne Trajane, mais également pour avoir écrit un recueil de gravures sur des urnes cinéraires étrusques.

## Publications
Ses principaux ouvrages sont : 
- Admiranda Romanarum antiquitatum vestigia, Rome, 1693, in-folio ;
- Colonna Trajana, en italien ;
- Colonna Antonina, Gli antichi sepolcri, 1697, in-folio ;
- Museum Odescalcum, 1747 et 1751, in-folio.

À Paris de 1758 à 1783, un Recueil de peintures antiques fut publié d'après Pietro Santi Bartoli, avec une description réalisée par Pierre-Jean Mariette et le Comte de Caylus.

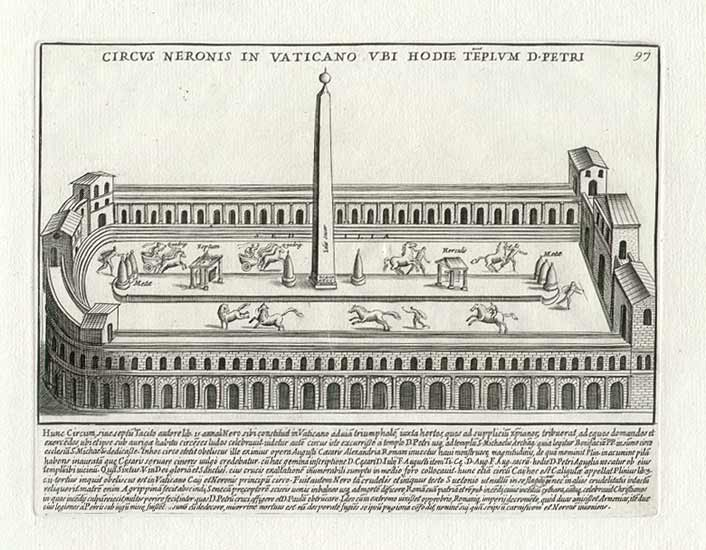
Gravure représentant le cirque de Néron par Pietro Santi Bartoli en 1699.
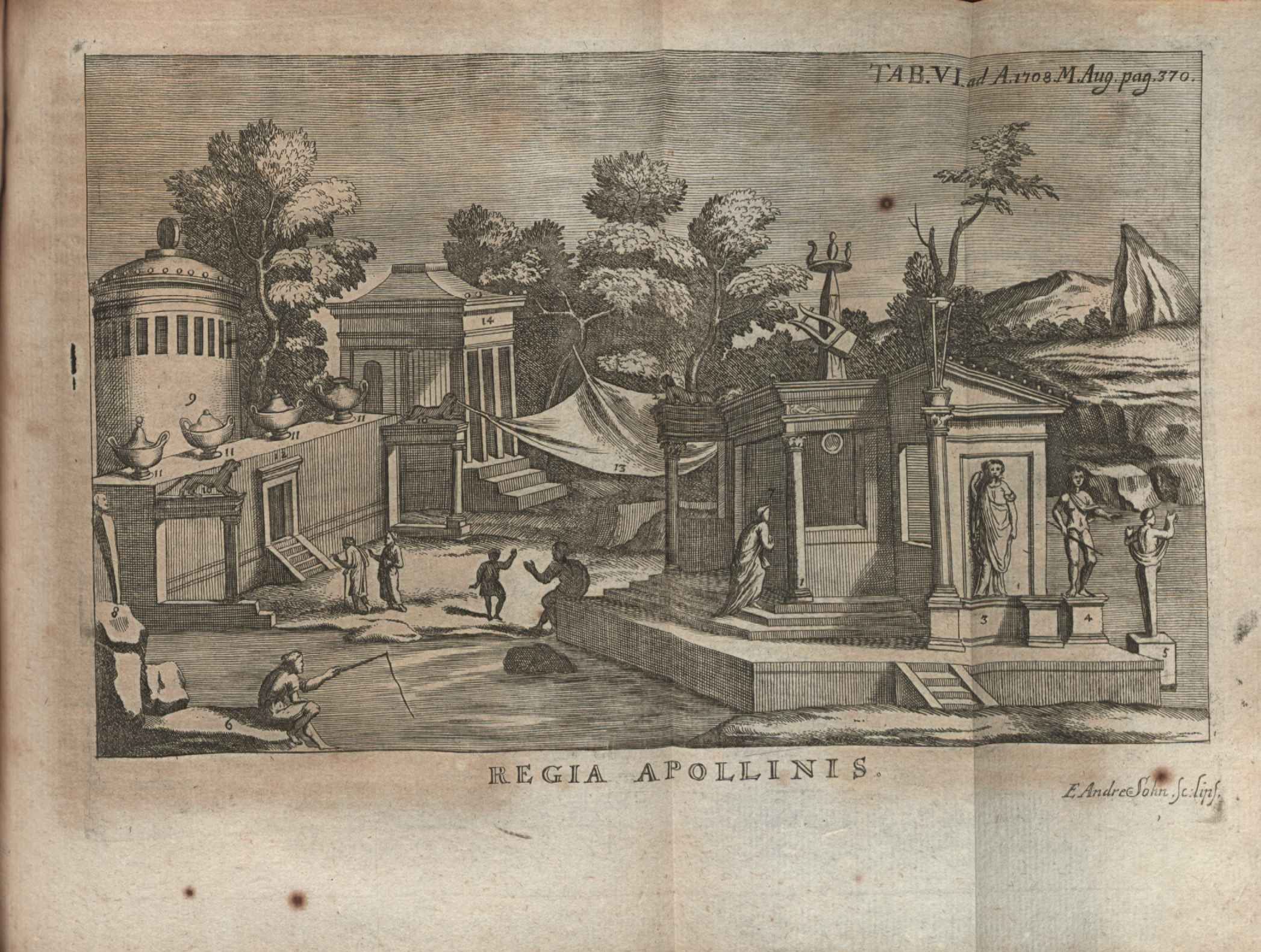
Illustration de la critique de Picturae antiquae cryptarum romanarum publié dans Acta Eruditorum, 1708.
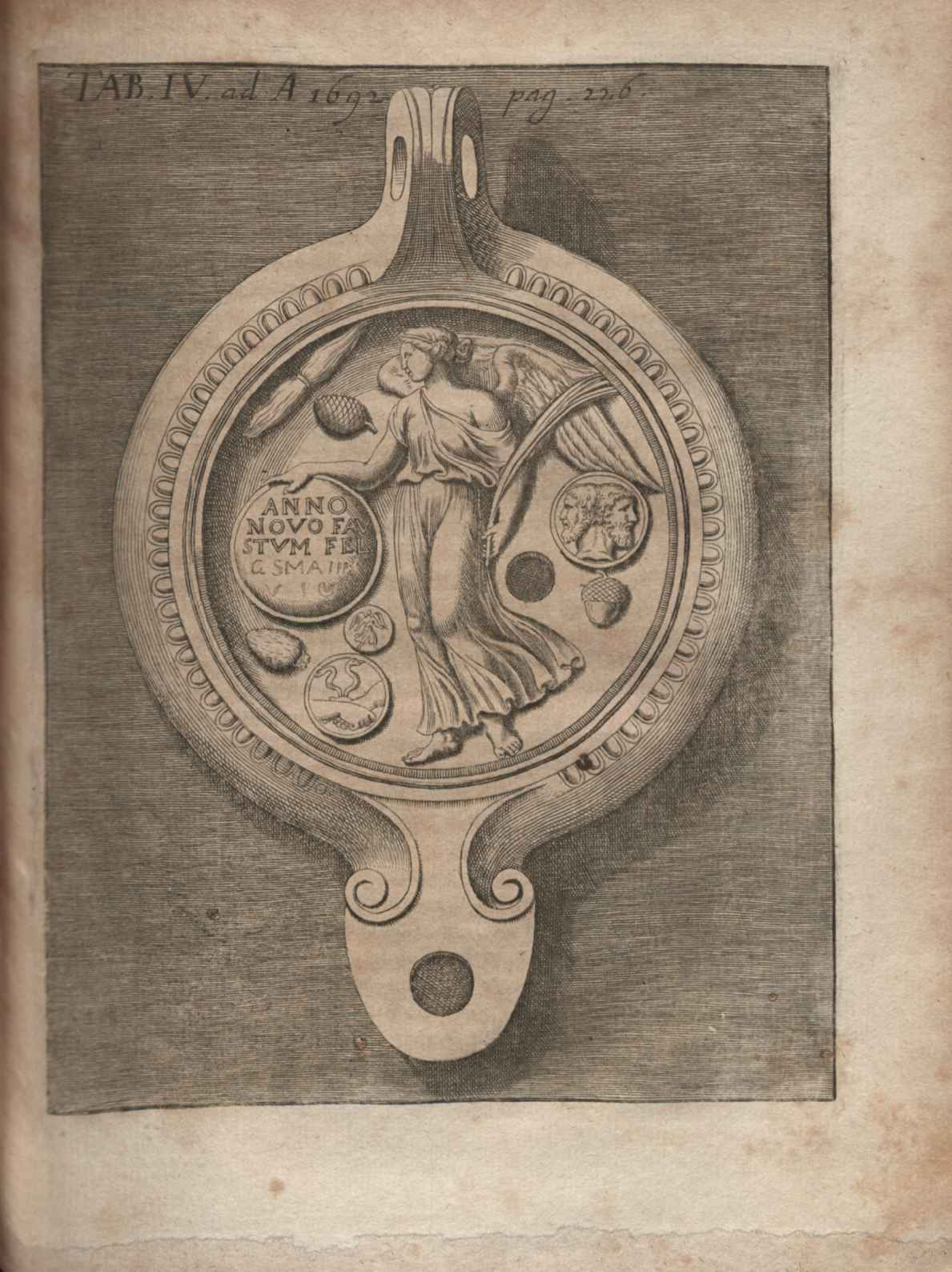
Illustration de la critique de Le antiche lucerne sepolcrali figurate publié dans Acta Eruditorum, 1692.
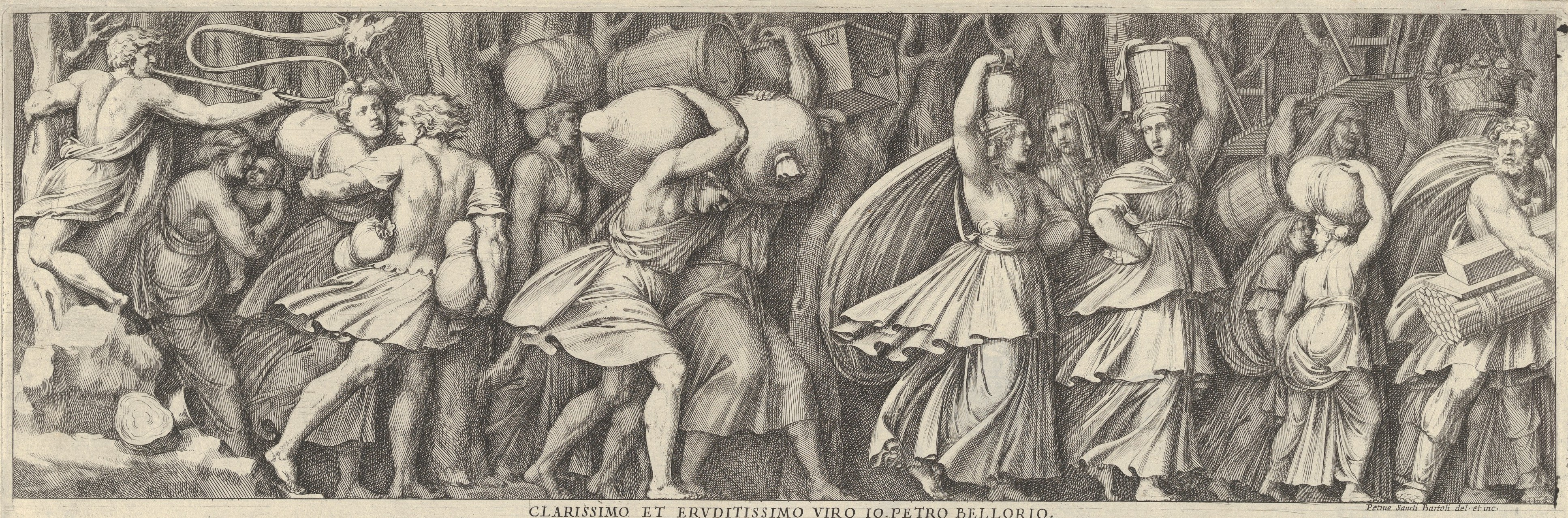
Procession de personnages marchant vers la droite en portant plusieurs objets, eau-forte d'après Polidoro da Caravaggio, vers 1660–1690.